# Abbesses (metrostation)
Abbesses is een station van de metro in Parijs langs metrolijn 12 in het 18de arrondissement. Het station is genoemd naar het erboven gelegen pleintje. Het ligt 36 meter onder de grond en is daarmee het diepste metrostation van Parijs. Onder het straatoppervlak bereikbaar via gewone trappen bevindt zich een ticketzaal. Twee wenteltrappen en twee liften verbinden deze ticketzaal met de perrons onderaan.
De luifel boven de toegangstrappen op de Place des Abbesses is een geklasseerd historisch monument van de jaren 1900 in art-nouveaustijl. Het wordt bijzonder vaak gefotografeerd. De luifel is evenwel historisch niet de luifel van dit metrostation, maar wel deze van het station Hôtel de Ville. De luifel werd in 1974 daar afgebroken en op dit plein aan de voet van de Butte Montmartre geïnstalleerd.
In 2000 werden meerdere scènes uit Le Fabuleux Destin d'Amélie Poulain in het metrostation gefilmd.

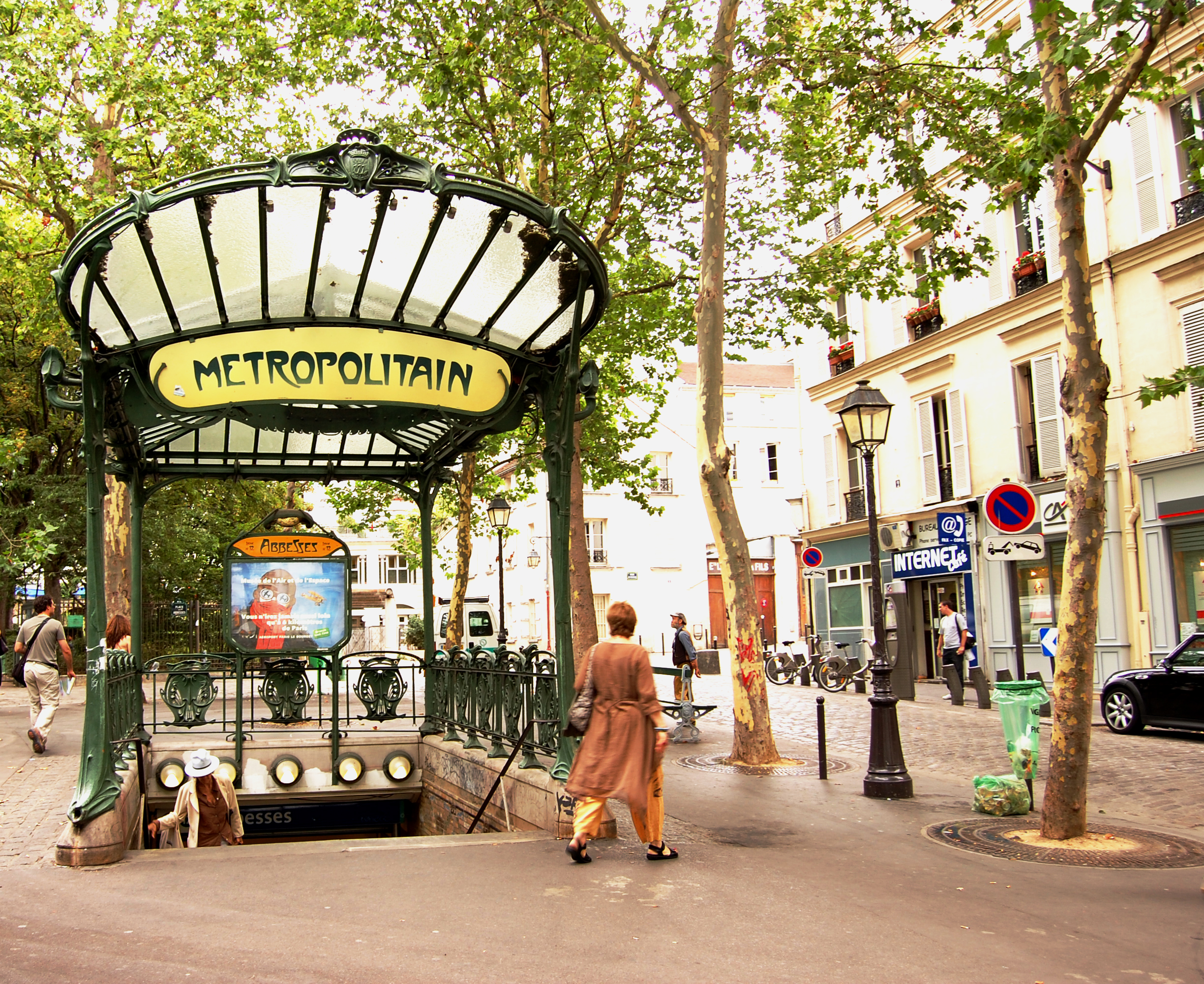
Luifel van Abbesses

Mairie d'Aubervilliers · Aimé Césaire · Front Populaire · Porte de la Chapelle · Marx Dormoy · Marcadet - Poissonniers · Jules Joffrin · Lamarck - Caulaincourt · Abbesses (metrostation) · Pigalle · Saint-Georges · Notre-Dame-de-Lorette · Trinité - d'Estienne d'Orves · Saint-Lazare · Madeleine · Concorde · Assemblée nationale · Solférino · Rue du Bac · Sèvres - Babylone · Rennes · Notre-Dame-des-Champs · Montparnasse - Bienvenüe · Falguière · Pasteur · Volontaires · Vaugirard · Convention · Porte de Versailles · Corentin Celton · Mairie d'Issy